# Mosco Carner
Mosco Carner, ursprünglich Mosco Cohen, (* 15. November 1904 in Wien; † 3. August 1985 in Stratton, Cornwall) war ein österreichisch-britischer Musikologe und Musikkritiker.

## Leben und Tätigkeit
Carner wurde als Mosco Cohen als Sohn des Rudolf Cohen und seiner Ehefrau Selma, geb. Liggi, geboren. Nach dem Schulbesuch studierte er von 1923 bis 1928 Musiktheorie, Komposition, Klavier und Dirigieren am Wiener Konservatorium sowie zusätzlich Musikwissenschaften bei Guido Adler und an der Universität Wien. 1928 promovierte er mit einer Arbeit über die Form der Sonate im Werk Robert Schumanns.
Von 1928 bis 1929 lehrte Cohen kurzzeitig als Dozent am Neuen Wiener Konservatorium. Von 1929 bis 1930 arbeitete er dann als Dirigent am Staatstheater in Troppau. 1930 wechselte er in derselben Stellung an das Stadttheater Danzig, wo er von 1930 bis 1933 dirigierte.
Im Juli 1933 emigrierte Cohen mit einem Touristenvisum nach Großbritannien, wo er sich in London niederließ und seinen Nachnamen in Carner änderte. In London war er in den folgenden zwanzig Jahren Gastdirigent beim Royal Philharmonic Orchestra, beim BBC Symphony Orchestra (1942–1955) und beim London Symphony Orchestra. Daneben schrieb er als freischaffender Musikkorrespondent für verschiedene europäische Zeitungen und Zeitschriften, so für die Neue Freie Presse in Wien (1933 bis 1938) und die Schweizer Musikzeitung (1933 bis 1940). Ab 1939 war er als Enemy Alien interniert. 1940 erhielt Carner die britische Staatsbürgerschaft.
Spätestens 1940 geriet Carner ins Visier der nationalsozialistischen Polizeiorgane, die ihn als wichtige Zielperson einstuften: Im Frühjahr 1940 setzte ihn das Reichssicherheitshauptamt in Berlin auf die Sonderfahndungsliste G.B., ein Verzeichnis von Personen, die im Falle einer erfolgreichen deutschen Invasion Großbritanniens durch die Sonderkommandos der SS-Einsatzgruppen mit besonderer Priorität ausfindig gemacht und verhaftet werden sollten.
Seit den 1940er Jahren entfaltete Carner eine ausgedehnte publizistische Tätigkeit zu musikwissenschaftlichen Themen: Seine erste größere Monographie  war eine 1944 erschienene Studie zu den Tendenzen in der musikalischen Harmonie im 20. Jahrhundert. 1958 veröffentlichte er sein bekanntestes Werk, eine vielbeachtete Biographie des italienischen Komponisten Giacomo Puccini, die von vielen Fachleuten als eine der wichtigsten englischsprachigen Arbeiten über diesen angesehen wird. Das Buch wurde in zahlreiche Sprachen übersetzt und mehrfach in von ihm überarbeiteten und erweiterten Fassungen neu aufgelegt. Für die italienische Übersetzung dieses Werkes wurde Carner 1964 mit der silbernen Medaille der italienischen Regierung ausgezeichnet. 1974 gab Carner außerdem eine von ihm besorgte Übersetzung der Briefe Puccinis heraus. Für die Schriftenreihe Cambridge Opera Handbooks, eine Serie von Handbüchern über bekannte Opern, steuerte Carner zudem die Bände über Puccinis Opern Madame Butterfly (1979) und Tosca (1985) bei.
Zudem verfasste Carner zahlreiche Beiträge als Musikkritiker für die Fachzeitschriften Time and Tide (1949–1962) und London Evening News (1957–1961) sowie für die Tageszeitungen Times (1961–1970) und Daily Telegraph. Eine größere Zahl seiner Aufsätze und Rezensionen veröffentlichte er später in gesammelter Form in den Bänden Of Men and Music (1944) und Major and Minor (1980). Zu nennen ist schließlich noch seine 1975 erschienene Biographie des österreichischen Komponisten Alban Berg.
Carner starb 1981 während eines Urlaubs in Cornwall an einem Herzinfarkt.

## Familie
Carner war seit 1944 mit der Pianistin Helen Lucas Pyke († 1954) verheiratet, deren Andenken er 1958 seine Biographie Puccinis widmete. In zweiter Ehe war er seit 1976 mit Hazel Sebag-Montefiore verheiratet.

## Werke
- Studien zur Sonatenform bei Robert Schumann, Wien 1928. (Dissertation; unter seinem Geburtsnamen Cohen veröffentlicht)
- "The Church Music", in: Antonin Dvořák: his Achievement, V. Fischl (ed.), Lindsay Drummond, 1942.
- A Study of Twentieth-Century Harmony, Bd. 2, Joseph Williams, 1944.
- Of Men and Music, Joseph Williams, 1944.
- The Waltz, (The World of Music Bd. 5), Parrish, 1948.
- "Béla Bartók" in: Ralph Hill (hrsg.): The Concerto, Pelican Press, 1952.
- "Béla Bartók", in: A. Robertson (Hrsg.): Chamber Music, The White Friars Press, 1957.
- Puccini: A Critical Biography, Gerald Duckworth, 1958. (mehrfach überarbeitet und neu aufgelegt; die letzte von ihm besorgte Verfassung wurde postum 1992 veröffentlicht)
- "The Mass from Rossini to Dvořák c.1835–1900", in: A. Jacobs (Hrsg.): Choral Music, Pelican Press, 1963.
- "Music in the Mainland of Europe: 1918–1939", in: Martin Cooper (Hrsg.): New Oxford History of Music, Oxford University Press, 1974.
- Alban Berg: The Man and his Work, Gerald Duckworth, 1975. (erweiterte Fassung 1983)
- Major and Minor, Gerald Duckworth, 1980.
- Hugo Wolf Songs, University of Washington Press, 198.
- Giacomo Puccini: Tosca, Cambridge University Press, 1985.

Als Herausgeber:
- Letters of Giacomo Puccini, Harrap, 1974.